# Datascope
DataScope es una empresa chilena de software que ofrece soluciones móviles para eficientizar la recolección de datos y automatizar procesos. Cuenta con más de 400 clientes en más de 17 países.

## Historia
DataScope nació el 2016 a partir de la búsqueda de una solución alternativa al papel para empresas, mediante herramientas digitales que diversas industrias pudieran usar para gestionar los equipos de trabajo en terreno; así desarrollaron una plataforma móvil adaptable a cualquier necesidad, que convierte formularios, órdenes de trabajo, inspecciones, reportes, o certificaciones, a formularios móviles para cualquier equipo celular o tableta (Android o iOS), y transforman así al papel en un recurso innecesario.
Al 2020 cuentan con clientes en más de 35 países expandiéndose en Brasil con el respaldo del programa Seed del estado de Minas Gerais en Belo Horizonte y en Puerto Rico a través del programa Parallel 18.

### Inicios
DataScope fue fundada en el año 2016 con el objetivo de automatizar, mediante el uso de una App móvil, la recolección de información y de datos en puntos de venta. Su solución fue rápidamente validada por diferentes empresas y en poco tiempo habían conseguido 35.000 mil usuarios en Chile, Brasil, Estados Unidos y Bolivia.

### Crecimiento
Poco a poco, la solución ofrecida por DataScope se fue haciendo cada vez más conocida entre empresas de diferentes industrias que también necesitaban reemplazar la gestión basada en papel por herramientas digitales. Esto abrió la posibilidad al surgimiento de nuevas oportunidades, tanto comerciales como de desarrollo de producto. 

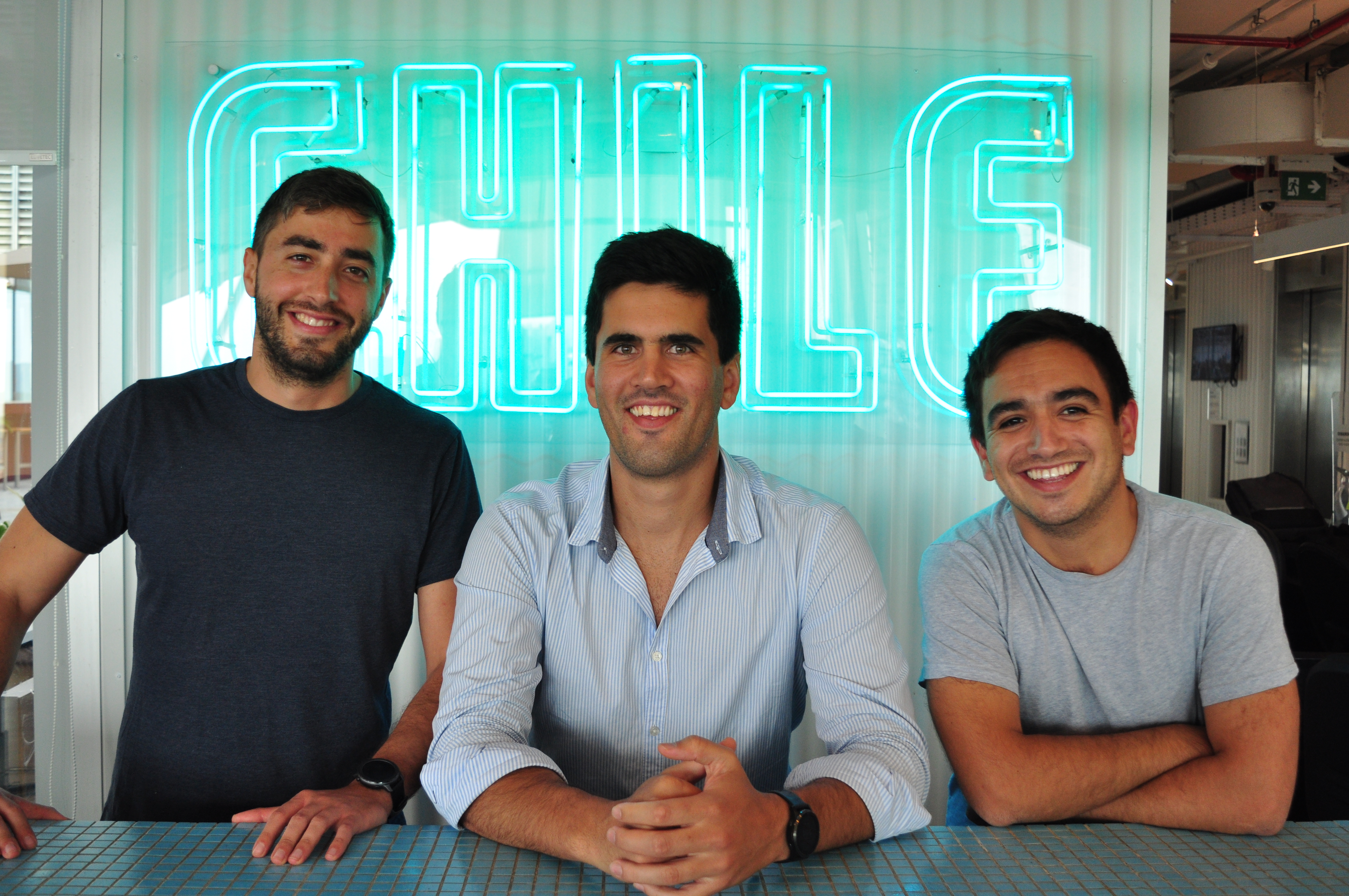
Nicolás Serrano Moreau de la Meuse, Antonio Grass y Carlos Carvajal. Cofundadores y socios de DataScope.

Es así como DataScope pasó de ser una solución orientada a puntos de venta comerciales, a ser una solución digital integral adaptable a los desafíos de empresas que buscan digitalizar órdenes de trabajo, inspecciones, controles de calidad, procesos de salud y seguridad, entre otros. 

### Expansión
En el año 2022, DataScope recibe una inversión de capital por parte del fondo de inversiones chileno Broota, lo que le permite escalar aún más su producto y el servicio ofrecido a industrias en el sector de operaciones, logística, minería, transporte, alimentos, agroindustria, entre otros. 
Además, este hito le permitió a DataScope hacer crecer su equipo de trabajo, tanto en Chile como en otros países de Latinoamérica. 
Gracias al crecimiento sostenido de DataScope y a las soluciones innovadoras ofrecidas en materia de gestión de datos, en el año 2023, recibieron un premio de Google for Startups. Este reconocimiento, les permitirá desarrollar nuevas soluciones basadas en inteligencia artificial para eficientizar aún más la recolección de información, la automatización de procesos y la lectura de datos y métricas. 
En la actualidad, DataScope, cuenta con más de 400 clientes como Coca-Cola Andina Chile, Rotoplas México, AgroSuper, Viña Santa Rita, Transvip, Sitrans,  AdClean, PescAzul, en más de 17 países.

Cambios en la imagen corporativa de DataScope
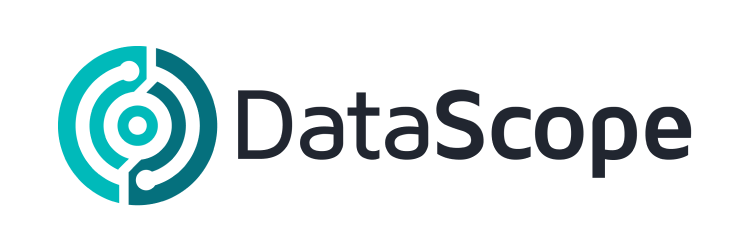
Logo de DataScope. Imagen corporativa utilizada hasta 2022.
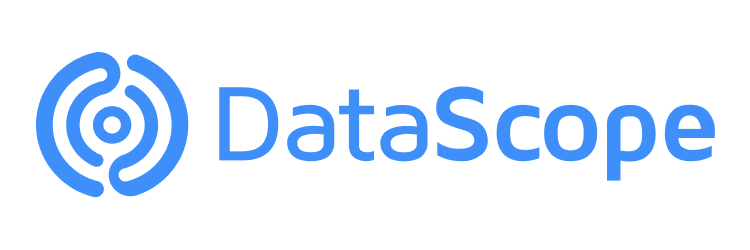
El logo de DataScope. Nueva imagen corporativa lanzada en 2022.

## Productos

### Plataforma web y app móvil para construcción de formularios móviles

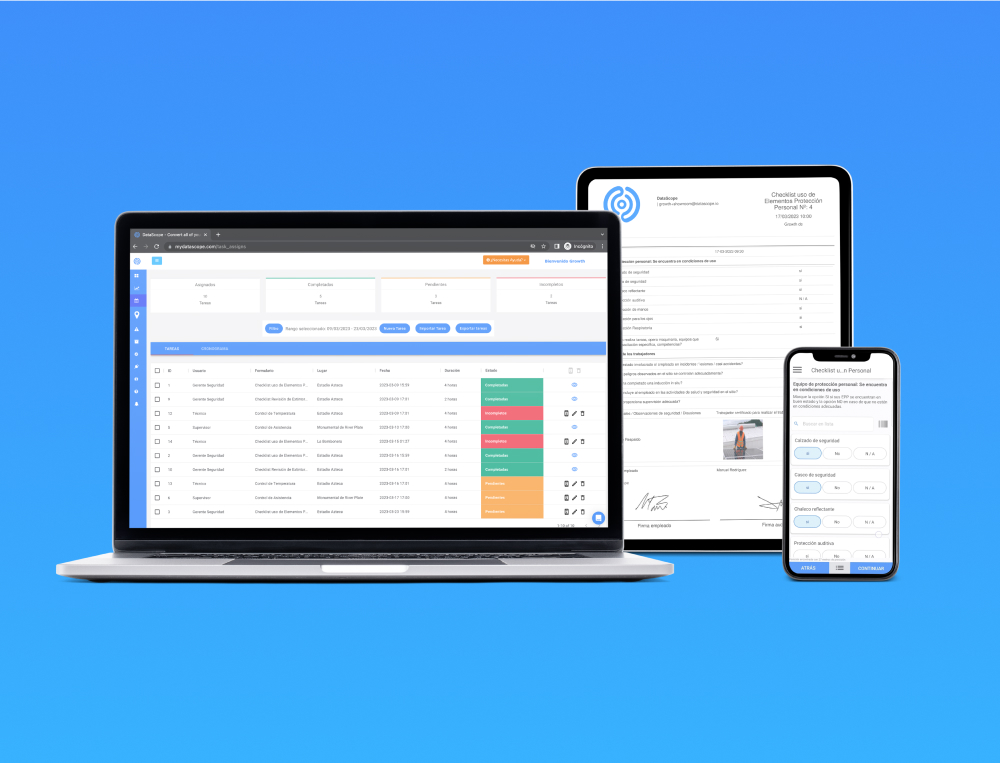
Plataforma web y app móvil de DataScope

Con la plataforma desktop y app (Android y iOS) de DataScope se puede registrar y almacenar todo tipo de información mediante formularios y checklist digitales personalizadas. Cada formulario puede complementarse con fotos, firmas digitales, códigos de barra, códigos QR, y más. 
Además la plataforma permite asignar tareas a diferentes usuarios para que sean completadas en un tiempo determinado. Desde la plataforma se puede visualizar quién ha completado sus tareas, así como también, la ubicación GPS en la que las ha realizado y a qué hora.
Por otro lado, DataScope, se puede integrar mediante WebHooks, API endpoints y Zapier a diferentes plataformas y aplicaciones, con el objetivo de visualizar e integrar de forma más efectiva los datos recolectaods por medio de los formularios móviles.

## ChatScope AI

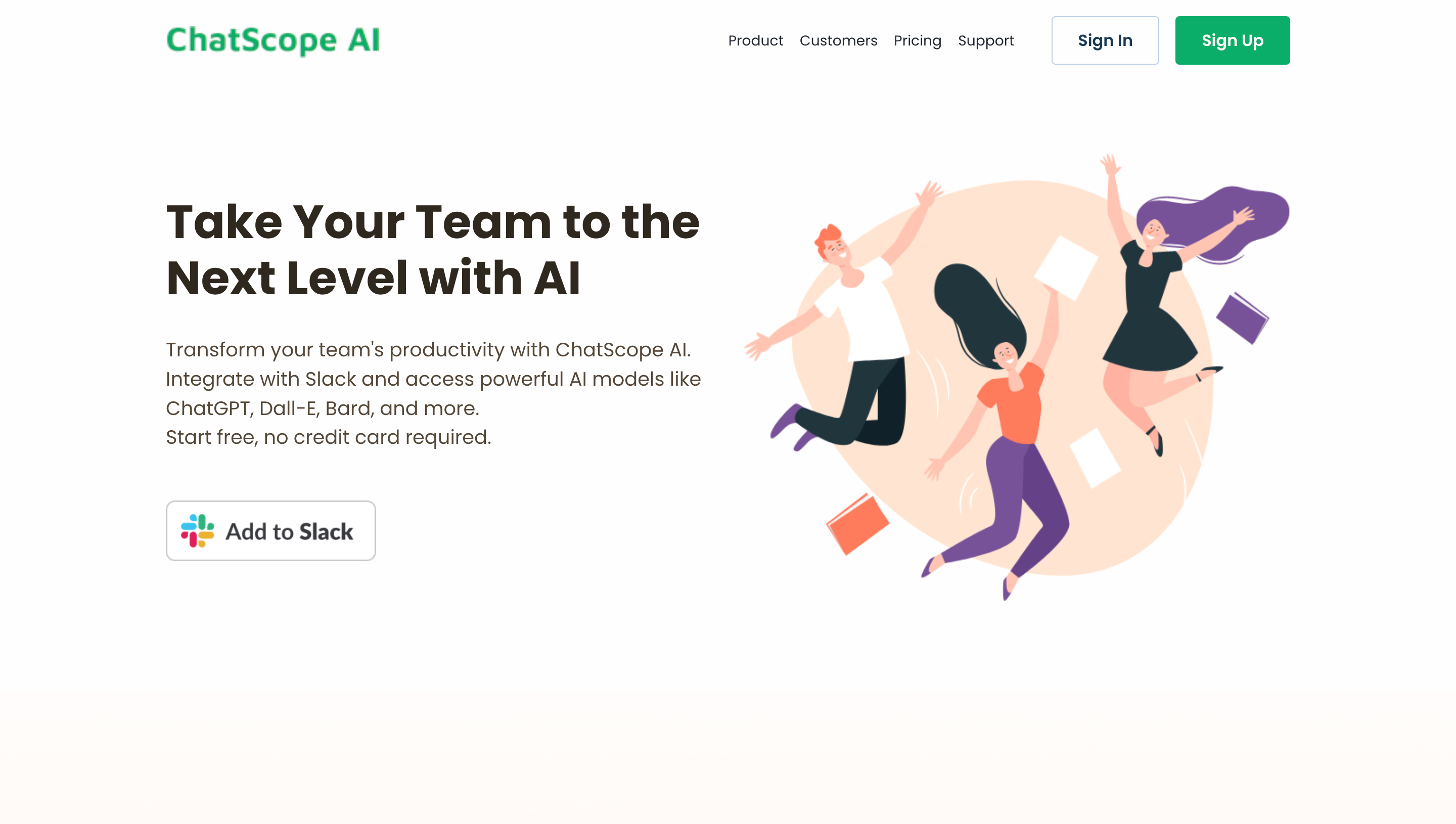
[https://chat.datascope.io/ Sitio web de ChatScope AI

Se trata de un bot para la aplicación Slack que integra múltiples modelos de IA con el objetivo de mejorar la productividad, la creatividad y la eficiencia de equipos que trabajan de forma virtual o híbrida.
Una característica destacada de ChatScopeAI es la integración con Dall-E <IA capaz de generar imágenes a partir de descripciones de texto>. Además de Dall-E, el bot es compatible con varios modelos de IA, cada uno adecuado para tareas diferentes.

## Casos de uso
DataScope ha sido utilizado con éxito en diversos sectores y casos de uso. Algunos ejemplos incluyen:

### Salud y seguridad laboral
La plataforma DataScope contribuye a reforzar procesos de salud y seguridad laboral con el objetivo de disminuir el riesgo de accidentes que se producen por falta de monitoreo y seguimiento de procesos. 

### Controles de Calidad
DataScope también es muy utilizado por empresas de la industria de alimentos y bebidas para realizar controles de calidad. Sus funcionalidades ayudan a corroborar y garantizar la consistencia y trazabilidad de cada producto; y además ayuda a centralizar la información en un mismo sistema para procesos de auditorías y certificaciones.

### Inspecciones
Con DataScope se pueden programar inspecciones para que éstas sean realizadas de forma periódica. De esta manera se automatiza el seguimiento y realización de procesos vinculados a mantenimiento. 

### Órdenes de trabajo
La plataforma y app movil de DataScope permite a empresas de telecomunicaciones y prestadoras de servicios, reportar el cumplimiento de trabajos en cualquier momento y lugar mediante su funcionalidad de reportes automáticos en PDF. Además, la app brinda la posibilidad de trabajar sin internet, lo que agiliza el trabajo de los equipos en terreno.

## Reconocimientos y participación en eventos
DataScope ha participado en diversos programas de incubación y aceleración de Startups:
1. Start-Up Chile (2016)
2. Seed MG, Belo Horizonte, Brasil (2017)
3. Parallel18, Puerto Rico (2019)
4. Latino Founders Fund - Google for Startups (2023) - Seleccionada entre 23 startups de Latinoamérica.

## Impacto social y ambiental
DataScope es una empresa que busca ofrecer soluciones digitales a empresas que utilizan de forma diaria el recurso <papel>. Gracias a sus soluciones móviles, DataScope ya ha contribuido al ahorro de más de 8 millones de hojas de papel. 
Además, la empresa contribuye con el 1% de sus ingresos a la compensación de huella de carbono.
Notas y referencias
1. ↑  Flores, Jonathan (9 de mayo de 2017). «DataScope: el emprendimiento chileno que promete ponerle fin al uso del papel». biobiochile.cl.
2. ↑  Fajardo, Daniel (3 de julio de 2020). «DataScope: de las fiestas escolares a tener presencia en 150 países». La Tercera. Consultado el 24 de abril de 2023.
3. 1 2  «Descubre una nueva forma de reducir el papeleo en la oficina». capitalhumano.emol.com. 15 de mayo de 2017. Consultado el 4 de mayo de 2018.
4. ↑  Contreras, Pablo (24 de abril de 2017). «Estos emprendedores prometen acabar con el papel en las empresas». publimetro.cl. Consultado el 4 de mayo de 2018.
5. ↑  «Confira as 40 startups selecionadas para 4ª rodada do SEED». seed.mg.gov.br. 23 de mayo de 2017 autor=Seed MG. Archivado desde el original el 5 de mayo de 2018. Consultado el 4 de mayo de 2018.
6. ↑  «DataScope.io». Parallel 18 (en inglés estadounidense). Consultado el 24 de abril de 2023.
7. ↑  «DataScope Forms Google Play». play.google.com. 25 de abril de 2018. Consultado el 4 de mayo de 2018.
8. ↑  «DataScope Forms AppStore». play.google.com. 25 de abril de 2018. Consultado el 4 de mayo de 2018.
9. ↑  Villalobos, Fernanda (18 de mayo de 2017). «Emprendimientos: Cinco innovaciones que apuntan a la sustentabilidad de las empresas». emol.com.
10. ↑  «More about Klipfolio Partner, DataScope». klipfolio.com. 4 de mayo de 2018. Consultado el 4 de mayo de 2018.
11. ↑  Arenas, Vanessa (14 de julio de 2023). «Startup chilena DataScope es una de las 23 seleccionadas por el fondo de Google para fundadores latinos». Forbes Chile. Consultado el 15 de septiembre de 2023.
12. ↑  «DataScope: Our carbon removal commitment». climate.stripe.com. Consultado el 15 de septiembre de 2023.